# José Miguel Galia
José Miguel Galia (Gualeguaychú, Argentina, 16 de enero de 1919 - 10 de enero de 2009) fue un arquitecto de origen argentino y uruguayo que realizó su carrera tanto en Uruguay como en Venezuela, donde pasó la mayor parte de su carrera profesional. Fue galardonado con el Premio Nacional de Arquitectura de Venezuela en el año 1973.

## Biografía
Egresó de la Facultad de Arquitectura de la Universidad de la República, Montevideo, en 1944 para en 1946 radicarse en Caracas, Venezuela donde revalidó su título en la Universidad Central de Venezuela
Galia formó parte de la segunda generación de arquitectos modernos, con José Tomás Sanabria, Martín Vegas, Guido Bermúdez, Fruto Vivas, Henrique Hernández, Guinand Sandoz,  Moises Benacerraf y otros. Fue socio de Martín Vegas durante muchos años.
José Miguel Galia, mantuvo una sostenida y exitosa trayectoria, arquitecto, urbanista, paisajista y sobre todo docente, planteó nuevos caminos a raíz de su rompimiento con los dogmas, consideraba cinco fundamentos para pensar su arquitectura: el lugar, el programa, el clima, el momento y lo formal, por supuesto dependían de las condiciones particulares de cada encargo.
En sus obras más interesantes  plasmó la idea del edificio por ensamblaje de partes, reiteración y redundancia, los ámbitos sin fronteras, la ruptura de lo plano, el alarde estructural, su visión de totalidad, el análisis de los estratos, su búsqueda de una expresión propia con visos de libertinaje.
Entre sus obras más importantes destacan el Banco Metropolitano, el Edificio Angloven, la Casa Monagas,  el Edificio Seguros Orinoco, el Ateneo de Valencia, Banco Caracas de Sabana Grande, la Torre Polar (constituyendo la primera aplicación del muro cortina en Venezuela), entre muchísimos otros, diseñados en solitario o en sociedad con el Arq. Martín Vegas.
Para Galia, "la arquitectura es una técnica, fundamentalmente un oficio, no es un arte; el arte no tiene limitaciones, la arquitectura sí."

## Algunos premios y reconocimientos
- Orden Carlos Raúl Villanueva otorgada por el Colegio de Arquitectos de Venezuela
- Orden Andrés Bello Ejecutivo Nacional de Venezuela
- Premio Nacional de Arquitectura de Venezuela - 1973
- Premio Carré - 1945